# John Wynn (5e baronnet)
John Wynn, 5e baronnet (1628 - 11 janvier 1719) est un propriétaire terrien gallois et homme politique conservateur qui siège à la Chambre des communes anglaise et britannique entre 1679 et 1713.

## Début de la vie
Wynn est le fils unique d'Henry Wynn de Rhiwgoch, Merioneth, et fait ses études à l'Inner Temple en 1646. Il hérite du domaine Watstay par son mariage avec Jane Evans (fille d'Eyton Evans de Watstay), qu'il rebaptise le domaine Wynnstay. Il aurait également remporté le manoir de Stanwardine dans le Shropshire de Thomas Corbett dans une course d'escargots.
Il succède à son cousin Richard Wynn (4e baronnet) (en) en tant que baronnet en 1674 mais n'hérite pas du domaine Gwydyr, qui passe à la fille de son prédécesseur, Mary.

## Carrière
Wynn est haut shérif du Denbighshire de 1671 à 1671, haut shérif de Caernarvonshire de 1674 à 1675 et haut shérif du Merionethshire de 1675 à 1676. Il est Custos Rotulorum de Merionethshire pour 1678-1688, 1690-1696 et 1700-1711 .
Wynn est élu député de Merioneth en 1679. Il est réélu en 1685 et occupe le siège jusqu'en 1695. Aux élections générales anglaises de 1698, il est réélu député des arrondissements de Caernarvon. Aux élections générales anglaises de 1705, il est réélu sans opposition comme député du Caernarvonshire. Il est réélu sans opposition aux élections générales britanniques de 1708 et aux élections générales britanniques de 1710. Il prend sa retraite aux élections générales britanniques de 1713.

## Héritage
Wynn a vécu jusqu'à 90 ans, résidant principalement à Londres, mais est décédé sans descendance en 1719. À sa mort, la baronnie de Wynn s'éteint et l'ancienne maison d'Aberffraw (qui prétendait descendre directement de Rhodri Mawr ap Merfyn à la fin du IXe siècle et à travers lui jusqu'à la lignée légendaire de Brutus) est laissée sans descendance masculine connue.
Sans héritier clair, il lègue l'intégralité du domaine Wynnstay à Jane Thelwall (arrière-petite-fille de John Wynn (1er baronnet)) mariée à William Williams (2e baronnet) (vers 1665 – 20 octobre 1740). John Wynn et William Williams sont les deux plus grands propriétaires terriens du nord du Pays de Galles à cette époque et, ensemble, le domaine combiné éclipse tous les autres. En l'honneur des ancêtres de sa femme, William Williams change son nom en William Williams-Wynn de Wynnstay.
Le baronnet actuel est David Watkin Williams-Wynn, 11e baronnet (né en 1940).